# Оборона Аркота
Оборона Аркота (англ. Siege of Arcot) — оборона во время Второй Карнатикской войны с 23 сентября по 14 ноября 1751 года отрядом британской Ост-Индской компании во главе с Робертом Клайвом форта Аркота от объединённых сил навоба Карнатика Чанда Сахиба и французской Ост-Индской компании.
Чанда Сахиб после захвата власти в Карнатике повел большие силы для осады Тиручирапалли, где укрылся бывший навоб Мухаммед Али-хан Валладжах, поддерживаемый британцами. Роберт Клайв предложил план губернатору Мадраса Томасу Сондерсу. Вместо того, чтобы бросить вызов сильным франко-индийским силам в Тиручирапалли, он решил нанести удар по Аркоту, столице Чанда Сахиба, с целью заставить последнего снять осаду Тиручирапалли. 26 августа 1751 года 200 британских солдат и 300 сипаев вместе с тремя небольшими пушками и восемью европейскими офицерами под командованием Клайва двинулись к Аркоту из Мадраса. Утром 29 августа они вошли в Канчипурам, а затем достигли Аркота за два дня форсированного марша. Гарнизон, оставленный Чандой Сахибом для защиты Аркота, несмотря на свою большую численность, в панике из-за внезапного появления противника немедленно покинул форт. Клайв и его войска захватили город и форт, не сделав ни единого выстрела.
Узнав о потере Аркота, Чанда Сахиб немедленно отправил 4000 своих лучших солдат со 150 французами под командованием своего сына Разы Сахиба, чтобы вернуть его. 23 сентября Раза Сахиб вошел в город и окружил форт, в котором укрылся отряд Клайва, армией из 2000 местных регулярных войск, 5000 нерегулярных войск, 120 европейцев и 300 кавалеристов. Форт Аркота был с милю в окружности, с низким, непрочным парапетом; некоторые из его башен были в полуразрушенном состоянии. Ров в нескольких местах можно было перейти вброд, а в других местах он был полностью сухим. Провизии и воды было достаточно, хотя последняя была солоновата на вкус.
Лагерь Разы Сахиба был расположен в нескольких милях от форта, блокируя прибытие любого пополнения или подкрепления. Осаждавшие занимали дома города, ближайшие к форту и возвышавшиеся над стенами последнего, и стреляли во всех, кто двигался. Две вылазки против них провалились, поэтому Клайв решил провести ночную атаку 14 сентября. Она была настолько успешной, что все осаждавшие в страхе разбежались, в то время как люди Клайва не понесли потерь.
Попытка Сондерса помочь подкреплением провалилась. В свою очередь, конце октября французы перебросили из Пондишери две батареи, из которых течение шести дней обстреливали стены, разрушив два участка. Провизия и боеприпасы были на исходе, и когда наступил пятидесятый день, единственной надеждой Клайва стала помощь, обещанная Морари Рао, вождем маратхов, который до сих пор сохранял нейтралитет, но, впечатлённый британской силой воли, обещал прийти на помощь. 9 ноября отряд маратхов прибыл в окрестности города и перехватил часть боеприпасов, направлявшихся противнику, но не смог пробиться в осаждённый форт и отступил.
Раза Сахиб решил рискнуть и провести штурм и назначил его на 14 ноября, но 13 ноября шпион предупредил Клайва о готовящемся нападении. 
Противник наступал, гоняя перед собой слонов, чьи лбы были прикрыты железными пластинами. Ожидалось, что ворота уступят удару этих живых таранов. Но огромные звери, осыпаемые английскими мушкетными пулями, развернулись и бросились прочь, топча толпу, которая подгоняла их вперед. На воду, заполнявшую часть рва, спустили плот, но он был разбит огнём из орудий. Там, где ров был сухим, нападавшие сумели подняться, но британский огонь был настолько сильным и прицельным, что они не продвинулись вперед. После отчаянных атак осаждающие отступили за ров.
Борьба длилась около часа. Четыреста нападавших пали, в то время как защитники потеряли всего пять или шесть человек. Осажденные провели тревожную ночь, ожидая возобновления атаки. Но когда наступил день, противника больше не было видно. Под прикрытием огня Раза Сахиб снял осаду и отвел свою армию в Веллор, оставив несколько орудий и большое количество боеприпасов.